# Freddy vs. Jason
Freddy vs. Jason este un film de groază slasher regizat de Ronny Yu. Filmul este o întrepătrundere a francizelor Coșmar pe Strada Ulmilor și Vineri 13. Aceasta este al optulea film din franciza Coșmar pe Strada Ulmilor și al unsprezecea din Vineri 13. În această producție, antagoniștii celor două serii de filme, Freddy Krueger și Jackson (character), se luptă unul împotriva celuilalt. 
În film, Freddy (Robert Englund) a crescut slab deoarece cetățenilor din localitatea fictivă Springwood, Ohio nu le-a mai fost frică de el. Pentru a-și recâștiga puterea, Freddy îl învie pe Jason (Ken Kirzinger) și-l manipulează să călătorească în Springwood pentru a provoca panică și frică. Cu toate acestea, deși Jason reușește să provoace suficientă frică pentru ca Freddy să-și revină și să bântuie orașul din nou, el continuă să intervină pe teritoriul lui Freddy și să-i fure potențialele victime. Acest lucru face ca în cele din urmă între cei două monștri să apară un conflict violent.
Acest film a marcat ultima apariție a lui Robert Englund în rolul lui Freddy Krueger, acesta portretizându-l în toate cele șapte filme anterioare din seria Nightmare și în serialul de televiziune din anii 1980 precum și primul film de la Friday the 13th Part VII: The New Blood în care Kane Hodder nu interpretează rolul Jason Voorhees. Jackson (character)
Cronologic, filmul are loc după evenimentele din Jason Goes to Hell: The Final Friday și Freddy's Dead: The Final Nightmare, dar înainte de Jason X. Jason X a fost lansat primul deoarece Freddy vs. Jason a fost blocat în procesul de dezvoltarea în acel moment. Acest film a reprezentat debutul ca actriță al cântăreței de R&B și câștigătoare de Grammy, Kelly Rowland.

## Actori
- Robert Englund - Freddy Krueger
- Ken Kirzinger - Jason Voorhees
- Monica Keena - Lori Campbell
- Jason Ritter - Will Rollins
- Kelly Rowland - Kia Waterson
- Chris Marquette - Charlie Linderman
- Brendan Fletcher - Mark Davis
- Lochlyn Munro - Deputy Scott Stubbs
- Katharine Isabelle - Gibb Smith
- Kyle Labine - Bill Freeburg
- Tom Butler - Dr. Campbell
- Zack Ward - Bobby Davis
- Gary Chalk - Sheriff Williams
- Jesse Hutch - Trey
- David Kopp - Blake
- Odessa Munroe - Heather
- Chris Gauthier - Shack
- Paula Shaw - Pamela Voorhees
- Sharon Peters - Mrs. Campbell